# Ismail Balanga
Ismail Balanga – południowosudański trener piłkarski.

## Kariera trenerska
Od listopada do grudnia 2013 prowadził narodową reprezentację Sudanu Południowego.